# Saint-Trinit
Saint-Trinit är en kommun i departementet Vaucluse i regionen Provence-Alpes-Côte d'Azur i sydöstra Frankrike. Kommunen ligger i kantonen Sault som tillhör arrondissementet Carpentras. År 2022 hade Saint-Trinit 120 invånare.

## Befolkningsutveckling
Antalet invånare i kommunen Saint-Trinit
| Referens: INSEE |